# W Series 2021
De W Series 2021 was het tweede seizoen van de W Series, een autoraceklasse op Formule 3-niveau geheel voor vrouwen. De klasse keerde terug nadat deze in 2020 werd afgelast vanwege de coronapandemie. Het seizoen bestond uit acht races in het voorprogramma van de Formule 1 en werd georganiseerd door de British Racing and Sports Car Club. Er werd gereden in de Tatuus–Alfa Romeo T-318.
Jamie Chadwick, de regerend kampioen, wist haar titel succesvol te verdedigen met vier overwinningen. Alice Powell werd tweede met drie zeges, terwijl Emma Kimiläinen derde werd in de eindstand met een zege.

## Coureurs
De top 12 coureurs uit het kampioenschap van 2019 hadden zich automatisch gekwalificeerd voor het seizoen 2020. Verder werden zes nieuwe coureurs uitgenodigd na een selectieprocedure. Deze achttien coureurs zouden oorspronkelijk allemaal deelnemen in 2020 en nemen ook daadwerkelijk deel aan het seizoen 2021. Op 11 juni werden vijf reservecoureurs aangekondigd. Hieronder bevindt zich ook Tasmin Pepper, die niet in staat is om fulltime deel te nemen aan het kampioenschap vanwege reisbeperkingen rondom de coronapandemie. Op 24 juni werd aangekondigd dat de coureurs worden opgesplitst in negen teams. Voor dit seizoen worden de auto's nog vanuit het kampioenschap gerund, maar vanaf 2022 worden echte teams aangetrokken.

### Gekwalificeerde coureurs
| Team                 | Nr. | Coureur            | Ronden |
| -------------------- | --- | ------------------ | ------ |
| Puma W Series Team   | 3   | Gosia Rdest        | 1-2    |
| Puma W Series Team   | 19  | Marta García       | Alle   |
| Puma W Series Team   | 20  | Caitlin Wood       | 4-5    |
| Puma W Series Team   | 49  | Abbi Pulling       | 3, 6-8 |
| W Series Academy     | 3   | Gosia Rdest        | 5      |
| W Series Academy     | 20  | Caitlin Wood       | 7-8    |
| W Series Academy     | 32  | Nerea Martí        | Alle   |
| W Series Academy     | 51  | Irina Sidorkova    | 1-61   |
| Bunker Racing        | 5   | Fabienne Wohlwend2 | Alle   |
| Bunker Racing        | 37  | Sabré Cook         | Alle   |
| Ecurie W             | 7   | Emma Kimiläinen    | Alle   |
| Ecurie W             | 44  | Abbie Eaton        | Alle   |
| Sirin Racing         | 11  | Vicky Piria        | Alle   |
| Sirin Racing         | 54  | Miki Koyama        | Alle   |
| M. Forbes Motorsport | 17  | Ayla Ågren         | Alle   |
| M. Forbes Motorsport | 95  | Beitske Visser     | Alle   |
| Racing X             | 21  | Jessica Hawkins    | Alle   |
| Racing X             | 27  | Alice Powell       | Alle   |
| Scuderia W           | 22  | Belén García       | Alle   |
| Scuderia W           | 26  | Sarah Moore        | Alle   |
| Veloce Racing        | 55  | Jamie Chadwick     | Alle   |
| Veloce Racing        | 97  | Bruna Tomaselli    | Alle   |

Reservecoureurs
| Nr. | Coureur       |
| --- | ------------- |
| 3   | Gosia Rdest   |
| 20  | Caitlin Wood  |
| 31  | Tasmin Pepper |
| 49  | Abbi Pulling  |
| 99  | Naomi Schiff  |

- 1 Irina Sidorkova stond ingeschreven voor de vijfde race op het Circuit Spa-Francorchamps, maar vanwege een positieve coronatest werd zij vervangen door Gosia Rdest.
- 2 Fabienne Wohlwend is een Liechtensteins coureur die met een Zwitserse racelicentie rijdt.

## Races
Op 12 november 2020 werd bekend dat alle races zouden worden gehouden in het voorprogramma van de Formule 1. Het seizoen 2020 zou al twee races bevatten die tijdens Formule 1-weekenden werden gehouden, terwijl alle andere races tot op dat moment werden gehouden tijdens DTM-weekenden. Op 8 december 2020 werd de kalender van het seizoen 2021 bekend. Als gevolg van enkele wijzigingen op de Formule 1-kalender werd de openingsronde van de W Series op het Circuit Paul Ricard vervangen door een tweede race op de Red Bull Ring. Daarnaast werd de race op het Autódromo Hermanos Rodríguez vervangen door een tweede race op het Circuit of the Americas om logisitieke redenen nadat de Grand Prix van Mexico met een week werd uitgesteld.
| Ronde | Circuit                   | Data        | Pole position   | Snelste ronde   | Winnend coureur | Winnend team  |
| ----- | ------------------------- | ----------- | --------------- | --------------- | --------------- | ------------- |
| 1     | Red Bull Ring             | 26 juni     | Alice Powell    | Alice Powell    | Alice Powell    | Racing X      |
| 2     | Red Bull Ring             | 3 juli      | Jamie Chadwick  | Jamie Chadwick  | Jamie Chadwick  | Veloce Racing |
| 3     | Silverstone               | 17 juli     | Alice Powell    | Alice Powell    | Alice Powell    | Racing X      |
| 4     | Hungaroring               | 31 juli     | Jamie Chadwick  | Jamie Chadwick  | Jamie Chadwick  | Veloce Racing |
| 5     | Circuit Spa-Francorchamps | 28 augustus | Jamie Chadwick  | Emma Kimiläinen | Emma Kimiläinen | Ecurie W      |
| 6     | Circuit Zandvoort         | 4 september | Emma Kimiläinen | Alice Powell    | Alice Powell    | Racing X      |
| 7     | Circuit of the Americas   | 23 oktober  | Abbi Pulling    | Alice Powell    | Jamie Chadwick  | Veloce Racing |
| 8     | Circuit of the Americas   | 24 oktober  | Jamie Chadwick  | Jamie Chadwick  | Jamie Chadwick  | Veloce Racing |

## Klassement

### Puntensysteem
- Coureurs vertrekkend van pole-position zijn vetgedrukt.
- Coureurs met de snelste raceronde in cursief.

† Coureur uitgevallen, maar wel geklasseerd omdat er meer dan 75% van de raceafstand werd afgelegd.
| Positie | 1e | 2e | 3e | 4e | 5e | 6e | 7e | 8e | 9e | 10e |
| Punten  | 25 | 18 | 15 | 12 | 10 | 8  | 6  | 4  | 2  | 1   |

### Coureurs
| Pos | Coureur           | RBR1 | RBR2 | SIL | HUN | SPA | ZAN | COA | COA | Punten |
| --- | ----------------- | ---- | ---- | --- | --- | --- | --- | --- | --- | ------ |
| 1   | Jamie Chadwick    | 6    | 1    | 3   | 1   | 2   | 2   | 1   | 1   | 159    |
| 2   | Alice Powell      | 1    | 8    | 1   | 2   | 4   | 1   | 3   | 6   | 132    |
| 3   | Emma Kimiläinen   | 13   | 3    | 4   | 6   | 1   | 3   | 2   | 3   | 108    |
| 4   | Nerea Martí       | 7    | 7    | 5   | 3   | 8   | 4   | 8   | 8   | 61     |
| 5   | Sarah Moore       | 2    | 4    | 7   | 15  | 13  | 9   | 7   | 4   | 56     |
| 6   | Fabienne Wohlwend | 3    | 10   | 2   | DNF | 7   | 16  | 9   | DNF | 42     |
| 7   | Abbi Pulling      |      |      | 8   |     |     | 7   | 4   | 2   | 40     |
| 8   | Beitske Visser    | 12   | 11   | 6   | 5   | DNS | 12  | 5   | 5   | 38     |
| 9   | Irina Sidorkova   | 8    | 2    | 14  | 4   | WD  | 13  |     |     | 34     |
| 10  | Belén García      | 4    | 9    | 17† | 8   | 14  | 8   | 12  | 7   | 28     |
| 11  | Jessica Hawkins   | 16   | 16   | 16  | 10  | 6   | 5   | 6   | 15  | 27     |
| 12  | Marta García      | DNF  | 12   | 12  | 7   | 3   | 18  | 15  | DNS | 21     |
| 13  | Abbie Eaton       | 15   | 6    | 9   | 13  | 10  | 6   | DNF | DNS | 19     |
| 14  | Miki Koyama       | 5    | 18   | DNF | 12  | 9   | 10  | 10  | 12  | 14     |
| 15  | Bruna Tomaselli   | 11   | 5    | 11  | 9   | 15  | 17  | 17  | 11  | 12     |
| 16  | Caitlin Wood      |      |      |     | 17  | 5   |     | 13  | 10  | 11     |
| 17  | Ayla Ågren        | 10   | 14   | 15  | 11  | DNS | 15  | 16  | 9   | 3      |
| 18  | Gosia Rdest       | 9    | 17   |     |     | 16  |     |     |     | 2      |
| 19  | Vicky Piria       | 17†  | 15   | 10  | 16  | 12  | 11  | 14  | 14  | 1      |
| 20  | Sabré Cook        | 14   | 13   | 13  | 14  | 11  | 14  | 11  | 13  | 0      |
| Pos | Coureur           | RBR1 | RBR2 | SIL | HUN | SPA | ZAN | COA | COA | Punten |